# آمنة المصمودي
آمنة المصمودي (1964 -) هي فنانة تشكيلية تونسية، تمارس الرسم والنحت.

## حياته ونشأته
درست آمنة المصمودي بمدرسة الفنون الجميلة بباريس وتخرجت عام 1989، وأحرزت على الأستاذية في الفنون التشكيلية عام 1993 من جامعة باريس الثامنة. واقامت بفضل منحة من وزارة الثقافة التونسية بالإقامة فيما بين 1998 و1999 بمدينة الفنون بباريس.

## معارضها
تعرض آمنة المصمودي بانتظام منذ عام 1999 سواء في تونس أو فرنسا. ففي تونس احتضنت لوحاتها أروقة الدريبة عام 1995 ورواق عمار فرحات عام 2001 والمرسى على التوالي أعوام 1997 و2004 و2006.